# Danny Rogers
Daniel Rogers, detto Danny (New York, 23 marzo 1994), è un calciatore irlandese, portiere del St Patrick's.

## Carriera

### Club
Ha giocato nella prima divisione scozzese.

### Nazionale
Ha giocato nella nazionale irlandese Under-21.